# Шіхін
Шіхін (араб. شيحين) — село на півдні Лівану в районі Тір провінції Південний Ліван.
| Ліван | Це незавершена стаття з географії Лівану. Ви можете допомогти проєкту, виправивши або дописавши її. |